# Trío Galleta
Trío Galleta fue una banda de Mar del plata, provincia de Buenos Aires, Argentina, compuesta por Carlos Iturbide (guitarra, voz) Juan Carlos Saporiti "Juancho" (batería) y Aníbal Tell 'Lolo' (bajo). Otro de sus miembros cuando el baterista viajó a Brasil fue Daniel Pozas (quien tocaba en vivo).
Trío Galleta se convirtió en uno de los principales conjuntos de la era beat de la música argentina (fines de los años '60 a principios de los años '70). Por más que fueran argentinos, cantaban en inglés, lo cual sumado a su estilo de soul psicodélico, funk y R&B los hacía una de las bandas con sonido más extranjero. Trío Galleta resaltaba fácilmente en el ambiente musical de la época, pues eran tiempos en que los músicos argentinos estaban abandonando decididamente la práctica de cantar en inglés, pasando definitivamente a cantar en español.
Como curiosidad, más adelante en su carrera incorporaron un cuarto integrante, por lo que se dieron cuenta de que ya no podrían llamarse "Trío" Galleta y le cambiaron el nombre de la banda a "Galleta" a secas.

## Biografía
En 1970, cuando la costumbre de cantar en inglés ya tenía poca aceptación, lanzaron su primer álbum de covers en inglés, llamado Estoy herido, por el sello Odeon Records. Los temas iban desde la canción que daba título al álbum (I've Been Hurt, de Bill Deal and the Rhondels) hasta Río Verde (Green River, de Creedence Clearwater Revival) y Enciende Mi Fuego (Light My Fire, de The Doors), con un estilo que se conoce como Rock Soul. Iturbide tenía una voz ronca, que fue un sello distintivo de la banda.
En 1971 tienen una participación en la película Así es Buenos Aires, dirigida por Emilio Vieyra, en la que interpretan el tema Igual que ayer, igual que antes, de Carlos Iturbide y Aníbal Conte.
En 1971 lanzaron un álbum llamado "Galleta" Soul". Sus influencias fueron Otis Redding, James Brown, Ray Charles, Stax, Wilson Pickett, Johnny Taylor, Motown, Jeff Beck Group, Bill Deal & The Rhondels, Steve Crooper, Creedence, Southern Soul, Small Faces. Pero ahora no solo covers. Ocho de las doce canciones están escritas por Iturbide y Conte (quien se encarga de las letras). En la contraportada dice que sus letras tratan temas desde el consumo de LSD a los problemas raciales.
En ese momento la banda logra un gran éxito internacional, especialmente en Brasil, consiguiendo un contrato con la Rede Globo, y ocupando durante 14 semanas el primer puesto en las listas de ventas, relegando al segundo lugar al astro brasileño Roberto Carlos. En el año 1972, la canción "Estoy tan feliz" (I Am So Happy), de Iturbide y Conte, es ubicada en el puesto 37 entre las 100 canciones más escuchadas en Brasil. 
Muchos años después, en 1986, esta canción aparecerá en la colección brasileña "14 Discos de Ouro" (14 Discos de Oro), publicada por EMI-Odeon en colaboración con SBT.
Como un último intento, en 1975, Iturbide tiene la intención de continuar con el proyecto y decide formar de nuevo su banda, un cuarteto que incluía a Eduardo Sanz, como guitarrista, Lito Olmos, en el bajo, y José María, en la batería. "Galleta" sale a la venta en 1975. El "soul" sigue siendo la razón principal, pero ahora haciendo versiones cover de Hard rock de algunas canciones de la banda británica Ten Years After. Es en ese momento en que Trío Galleta pasa a llamarse simplemente Galleta y deja de lado ese estilo que llamaron soul rock. Transcurría 1975, eran tiempos turbulentos en América Latina, y el álbum no tuvo buena una receptividad. En Brasil, Carlos Iturbide es considerado uno de los ídolos de este tipo procedentes de la Argentina. Ellos influyeron en la banda brasileña "The Fevers"
En el siglo XXI canciones de la banda siguen siendo reescritas, y se hacen tributos y homenajes a la banda.
El 13 de octubre de 2014 a las 02:30 de la madrugada falleció "Juancho" Saporiti, último miembro que quedaba con vida del trío original.

## Discografía
- Estoy herido (1970)
- Galleta Soul (1971)
- Galleta (1975)